# گله کلا (بابل)
گله کلا روستایی در ایران است که در شهرستان بابل واقع شده‌است. گله کلا ۵۴۲ نفر جمعیت دارد.